# Sabiñán
Sabiñán är en kommun i Spanien.   Den ligger i provinsen Provincia de Zaragoza och regionen Aragonien, i den nordöstra delen av landet, 210 km nordost om huvudstaden Madrid. Antalet invånare är 749. Arean är 15,0 kvadratkilometer.
Terrängen i Sabiñán är kuperad västerut, men österut är den platt.